# بورتو سانت إلبيديو
بورتو سانت إلبيديو (بالإيطالية: Porto Sant' Elpidio) هي بلدة ساحلية تقع في مقاطعة فيرمو، ماركي، إيطاليا. يبلغ عدد سكان البلدية 25,071 نسمة.

## جغرافيا
كان ساحل بورتو سانت إلبيديو الذي يبلغ طوله حوالي 8 كيلومترات (5 ميل) يجعل البلدية ذات الأكثر اتساعًا في مقاطعة أسكولي بيتشينو، لكن هذا لم يعد صحيحًا لأنها تنتمي الآن إلى مقاطعة فيرمو الجديدة. تم تطوير البلدية بشكل أساسي على طول الساحل، باتباع الطريقين الساحليين الرئيسيين: طريق ستاتالي 16 وخط سكة حديد البحر الأدرياتيكي.
ويقع إقليم المدينة بين نهري شينتي (شمال) وتينا (جنوب). واليوم، يتبع ذلك زيادة ديموغرافية قوية مقارنة بالسنوات اللاحقة، ويستمر التطور على التلال المنخفضة التي ترتفع مباشرة إلى الداخل من طريق ستاتالي 16 ؛ مناطق كورفا وكريتارولا هي أعلى نقطة في أراضي المدينة، مع إطلالات مثيرة للاهتمام على البحر.

## تاريخ
تاريخ بورتو سانت إلبيديو قصير نسبيا. من بعض الحفريات داخل منطقة البلدية تم اكتشاف العديد من الاكتشافات الأثرية الهامة ، والتي أكدت وجود مواقع الدفن الأترورية التي يعود تاريخها إلى القرن 8th B.C.. من خرائط عصر النهضة هناك شروح لقرية صغيرة على الساحل ، مع اسم بورتو سان لوبيديو ، مع بحر يعج بالأسماك وبعيدا قليلا عن كاستروم كاستري ، المعروف الآن باسم فيرمو. على الرغم من مرور السنوات والهجرة المستمرة من جنوب إيطاليا ، ظلت القرية صغيرة حتى عام 1952، عندما حصلت على الاستقلال المجتمعي من سانت إلبيديو ماري، وغيرت اسمها من بورتو دي سانت إلبيديو ماري إلى بورتو سانت إلبيديو..
عززت محطات السكك الحديدية الحكومية زيادة قوية في عدد السكان والهجرة من أجزاء أخرى من البلاد. كان الحدث المرتبط بالسكك الحديدية هو زيارة المدينة من الأمير أومبرتو من سافوي. يُذكر اسمه في صفقة مع Statale 16 التي تقسم المدينة عمرانيًا.
كان فيضان عام 1950 حدثًا مهمًا آخر. في تلك الأيام، أدت الأمطار الغزيرة إلى تضخم أسرة نهري شينتي وتينا، وأدى الافتقار المطلق لشبكة الصرف الصحي إلى تفاقم المشكلة. وفي أقل من يوم، اجتاحت الشوارع كميات كبيرة من الطين والمياه، مما أعاق وصول المساعدات الشحيحة ودمر العديد من المنازل الصغيرة والمحاصيل. كان التعافي من هذه الكارثة بطيئًا، لكن الحياة بدأت مرة أخرى بعد فترة.

## معطف الاذرع
شعار بورتو سانت إلبيديو حديث نسبيًا. إنه درع سامنيت ؛ تظهر الفرقة العلوية البحر، مع قارب يبحر ببساطة شديدة (يمثل عمل الصيادين) والشمس. على النطاق السفلي، في القاع الأحمر يتم تصوير النحلة العاملة، للدلالة على الطبيعة الشاقة لسكان بورتو سانت إلبيديو. على قمة الدرع يوجد تاج الأبراج الخمسة (التي تمثل البلدية) التي تمت الموافقة عليها في 19 مايو 1965 في موقع التاج لتسعة طيور شحراء بعد الاستقلال عن سانت إلبيديو أي ماري. يوجد أسفل الدرع نص لاتيني في Litore Fulget («يضيء على الشاطئ») للإشارة إلى ساحل المدينة.

## الأماكن ذات الأهمية
- فيلا موري ، الإقامة التاريخية ؛ بُني في الربع الأول من القرن التاسع عشر من منطقة سينيبالدي ، وانتقل في عام 1880 إلى ماغيوري جويريري بونافيد من فيرمو وفي عام 1920 إلى عائلة موري ، ثم في عام 1953 تم بيعه إلى البلدية.
- فيلا ماروني ، اسم عائلي تاريخي لمالكي العقارات في منطقة كورفا.
- فيلا باروتشيلو
- فيلا فاني ، غير المفتوحة للجمهور ، هي أحد منازل ملاك الأراضي التي تلت سلالة ماروني في منطقتي كورفا وفونتسيربي.

## التطور الديموغرافي
لم يكن لبلدية بورتو سانت إلبيديو سكان محليون بشكل فريد. من السكان الأصليين لا يبقى الكثير من الناس ؛ والواقع أن البلدية، ببناء كونسيميفيسيو إف آي إم ووجود أراض زراعية لا تزال خصبة، قد اجتذبت العديد من الناس من جميع أنحاء إيطاليا، مما سمح بوتقة انصهار إيطالية قوية. في الوقت الحاضر، تستضيف البلدية العديد من المهاجرين الأجانب من الصين والهند والقارة الأفريقية قبل كل شيء.

## ذات الصلة
تستضيف دار العمل الخيري (Casa del Volontariato) جميع الجمعيات التطوعية الرئيسية الموجودة في الإقليم المجتمعي. قائد الجمعية هو P.A. قسم الصليب الأخضر ساندرو جاربيني.

## ثقافة
تم افتتاح مسرح النحل في عام 2006 مع نيري ماركوري كمدير فني. في موسم الصيف، يقام مسارح العالم، وهو مهرجان مسرحي دولي للأطفال.

## اقتصاد
في بداية القرن التاسع عشر، خلق بناء Concimificio FIM زيادة كبيرة في الاقتصاد المحلي الذي كان يعتمد سابقا على صيد الأسماك والزراعة. جاءت مساهمة كبيرة في اقتصاد الميناء من كوستانزا ماجوري ، المنحدرة من عائلة نبيلة من أصول كورسيكية. منذ 1960s كانت صناعة الأحذية النشاط الاقتصادي الرئيسي ، في حين انخفض القطاع الزراعي بشكل كبير في الأهمية. وفي منطقة المقاطعة الجنوبية (المسماة فاليرينسي) لا تزال ممارسة صيد الأسماك بالقوارب الصغيرة مستمرة. شهدت المدينة في السنوات الأخيرة زيادة في قطاع السياحة على أساس حمامات الشمس من السياح الوطنيين والدوليين.

## رياضة
في 28 مايو 1992، انتهت المرحلة الرابعة من جيرو دي إيطاليا في بورتو سانت إلبيديو مع الفائز ماريو سيبوليني.
يلعب فريق كرة القدم من بورتو سانت إلبيديو في بروميزيوني.
أهم واقع رياضي محلي هو نادي بورتو سانت إلبيديو لكرة السلة الذي شارك لأكثر من عشر سنوات في البطولات الوطنية وسلسلة B2 Series C1 بنتائج ممتازة. النادي برعاية Suolificio Stella srl.

## روابط خارجية
- الموقع الرسمي (الإيطالي) نسخة محفوظة 15 مارس 2022 على موقع واي باك مشين.